# Rod Gilbert
Rodrigue Gabriel Gilbert (1. července 1941 v Montreal, Québec – 22. srpna 2021 ) byl kanadský hokejový útočník.

## Hráčská kariéra
Během juniorských let hrával v lize OHA za klub Guelph Biltmores. V sezoně 1959/60 dostal pozvánku do hlavního týmu New York Rangers, ale den poté uklouzl po odpadcích na ledu. Následkem pádu utrpěl zlomeninu pátého obratle. Doktoři se rozhodli odstranit kost z jeho levé nohy, kterou použili jako svazek čtvrtého, pátého a šestého obratle. Svou kariéru v Rangers začal poté, co ukončil juniorskou kariéru v Guelph Royals v průběhu sezóny 1960/61. Za poslední ročník v juniorské soutěži získal Red Tilson Trophy a Eddie Powers Memorial Trophy.
Netrvalo dlouho a v domácí aréně Garden se mezi diváky Rangers stal oblíbeným hráčem, jeho kariéra šla vzhůru a hrával mezi hvězdami klubu. Nicméně v sezóně 1965/66 se opět objevily problémy s páteři a musel na operaci. To ho donutilo vynechat zbytek sezóny. Tuto operaci prováděl doktor Kazuo Yanagisawa. Do sestavy Rangers se vrátil v průběhu sezóny 1966/1967. 24. února 1988 odehrál svůj životní zápas ve své kariéře, v zápase proti týmu Montreal Canadiens vstřelil čtyři branky. Po tomto úspěchu byl nazýván nepřítel brankářů. V roce 1972 se zúčastnil s kanadskou reprezentací turnaje Série století proti sovětské reprezentaci. V roce 1976 vyhrál trofej Bill Masterton Memorial Trophy, tuto trofej si zasloužil za vytrvalost v hokeji i přes jeho zdravotní problémy ze zády.
Na začátku sezóny 1977/1978 se dostal do sporu s generálním manažerem Johnem Fergusonem kvůli své smlouvě. Do sestavy Rangers se vrátil až v závěru základní části, kdy stihl odehrál devatenáct zápasů. Téměř po devatenácti odehraných sezónách za Rangers ukončil kariéru, s týmem se mu nepodařilo získat Stanley Cup. 14. října 1979 vyřadili v Rangers jeho číslo 7 a stal se tak prvním hráčem, kterému bylo v tomto klubu číslo vyřazeno. Po odchodu z hokejového dění si otevřel poblíž 75. ulice na Manhattanu restauraci pod (svým) jménem „Gilbert“.

## Zajímavosti
- 14. října 1979 vyřadilo klub New York Rangers jeho číslo 7.
- Byl označen jako číslo 2 v knize o stovce nejlepší hokejistů, kteří kdy oblékali dres New York Rangers, která se jmenuje 100 Ranger Greats (John Wiley & Sons, 2009).

## Ocenění a úspěchy
- 1961 OHL – Red Tilson Trophy
- 1961 OHL – Eddie Powers Memorial Trophy
- 1968 NHL – Druhý All-Star Tým
- 1972 NHL – První All-Star Tým
- 1976 NHL – Bill Masterton Memorial Trophy
- 1991 NHL – Lester Patrick Trophy
- 1964, 1965, 1967, 1969, 1970, 1972, 1975, 1977 NHL All-Star Game
- 1982 zvolen do Hokejové síně slávy

## Prvenství
- Debut v NHL - 27. listopadu 1960 (New York Rangers proti Chicago Black Hawks)
- První asistence v NHL - 27. listopadu 1960 (New York Rangers proti Chicago Black Hawks)
- První gól v NHL - 3. dubna 1962 (New York Rangers proti Toronto Maple Leafs, kanadskému brankáři Johnny Bower)
- První hattrick v NHL - 22. října 1966 (Toronto Maple Leafs proti New York Rangers)

## Rekordy
Klubové rekordy New York Rangers
- nejvíce vstřelených gólů v historii klubu (406)
- nejvíce nasbíraných kanadských bodů v historii klubu (1021)
- nejvíce nasbíraných asistencí za jeden zápas (5)

## Klubové statistiky
| Sezóna       | Klub                       | Soutěž       |      | Základní část | Základní část | Základní část | Základní část | Základní část |    | Play off | Play off | Play off | Play off | Play off |
| Sezóna       | Klub                       | Soutěž       | Z    | G             | A             | B             | TM            | Z             | G  | A        | B        | TM       |          |          |
| 1957/1958    | Guelph Biltmores           | OHA          | 32   | 14            | 16            | 30            | 0             | —             | —  | —        | —        | —        |          |          |
| 1958/1959    | Guelph Biltmores           | OHA          | 54   | 27            | 34            | 61            | 40            | —             | —  | —        | —        | —        |          |          |
| 1959/1960    | Guelph Biltmores           | OHA          | 47   | 39            | 52            | 91            | 0             | —             | —  | —        | —        | —        |          |          |
| 1959/1960    | Trois-Rivières Lions       | EPHL         | 3    | 4             | 6             | 10            | 0             | 5             | 2  | 2        | 4        | 2        |          |          |
| 1960/1961    | Guelph Royals              | OHA          | 47   | 54            | 49            | 103           | 0             | —             | —  | —        | —        | —        |          |          |
| 1960/1961    | New York Rangers           | NHL          | 1    | 0             | 1             | 1             | 2             | —             | —  | —        | —        | —        |          |          |
| 1961/1962    | New York Rangers           | NHL          | 1    | 0             | 0             | 0             | 0             | 4             | 2  | 3        | 5        | 4        |          |          |
| 1961/1962    | Kitchener-Waterloo Beavers | EPHL         | 21   | 12            | 11            | 23            | 22            | 4             | 0  | 0        | 0        | 4        |          |          |
| 1962/1963    | New York Rangers           | NHL          | 70   | 11            | 20            | 31            | 20            | —             | —  | —        | —        | —        |          |          |
| 1963/1964    | New York Rangers           | NHL          | 70   | 24            | 40            | 64            | 62            | —             | —  | —        | —        | —        |          |          |
| 1964/1965    | New York Rangers           | NHL          | 70   | 25            | 36            | 61            | 52            | —             | —  | —        | —        | —        |          |          |
| 1965/1966    | New York Rangers           | NHL          | 34   | 10            | 15            | 25            | 20            | —             | —  | —        | —        | —        |          |          |
| 1966/1967    | New York Rangers           | NHL          | 64   | 28            | 18            | 46            | 12            | 4             | 2  | 2        | 4        | 6        |          |          |
| 1967/1968    | New York Rangers           | NHL          | 73   | 29            | 48            | 77            | 12            | 6             | 5  | 0        | 5        | 4        |          |          |
| 1968/1969    | New York Rangers           | NHL          | 66   | 28            | 49            | 77            | 22            | 4             | 1  | 0        | 1        | 2        |          |          |
| 1969/1970    | New York Rangers           | NHL          | 72   | 16            | 37            | 53            | 22            | 6             | 4  | 5        | 9        | 0        |          |          |
| 1970/1971    | New York Rangers           | NHL          | 78   | 30            | 31            | 61            | 65            | 13            | 4  | 6        | 10       | 8        |          |          |
| 1971/1972    | New York Rangers           | NHL          | 73   | 43            | 54            | 97            | 64            | 16            | 7  | 8        | 15       | 11       |          |          |
| 1972/1973    | New York Rangers           | NHL          | 76   | 25            | 59            | 84            | 25            | 10            | 5  | 1        | 6        | 2        |          |          |
| 1973/1974    | New York Rangers           | NHL          | 75   | 36            | 41            | 77            | 20            | 13            | 3  | 5        | 8        | 4        |          |          |
| 1974/1975    | New York Rangers           | NHL          | 76   | 36            | 61            | 97            | 22            | 3             | 1  | 3        | 4        | 2        |          |          |
| 1975/1976    | New York Rangers           | NHL          | 70   | 36            | 50            | 86            | 32            | —             | —  | —        | —        | —        |          |          |
| 1976/1977    | New York Rangers           | NHL          | 77   | 27            | 48            | 75            | 50            | —             | —  | —        | —        | —        |          |          |
| 1977/1978    | New York Rangers           | NHL          | 19   | 2             | 7             | 9             | 6             | —             | —  | —        | —        | —        |          |          |
| Celkem v NHL | Celkem v NHL               | Celkem v NHL | 1065 | 406           | 615           | 1021          | 508           | 79            | 34 | 33       | 67       | 43       |          |          |

## NHL All-Star Game
| Rok               | Místo             |                   | G | A | B |
| ----------------- | ----------------- | ----------------- | - | - | - |
| 1964              | Toronto           | 0                 | 0 | 0 |   |
| 1965              | Montreal          | 0                 | 0 | 0 |   |
| 1967              | Montreal          | 0                 | 0 | 0 |   |
| 1969              | Montreal          | 0                 | 1 | 1 |   |
| 1970              | St. Louis         | 0                 | 0 | 0 |   |
| 1972              | Bloomington       | 0                 | 1 | 1 |   |
| 1975              | Montreal          | 0                 | 0 | 0 |   |
| 1977              | Vancouver         | 0                 | 1 | 1 |   |
| Celkem v All-Star | Celkem v All-Star | Celkem v All-Star | 0 | 3 | 3 |

## Reprezentace
| Rok                       | Tým                       | Soutěž                    | Z  | G | A | B | TM |
| ------------------------- | ------------------------- | ------------------------- | -- | - | - | - | -- |
| 1972                      | Kanada                    | SS                        | 6  | 1 | 3 | 4 | 9  |
| 1977                      | Kanada                    | MS                        | 9  | 2 | 2 | 4 | 12 |
| Seniorská kariéra celkově | Seniorská kariéra celkově | Seniorská kariéra celkově | 15 | 3 | 5 | 8 | 21 |